# Promyslovi
Promyslovi (del ruso: Промысловый) es un posiólok del ókrug urbano de Goriachi Kliuch del krai de Krasnodar, en las estribaciones noroccidentales del Cáucaso, en Rusia. Está situado en la cabecera del río Apchas, afluente del río Kubán, 16 km al sudeste de Goriachi Kliuch, y 59 km al sureste de Krasnodar. Tenía 25 habitantes en 2010.
Pertenece al municipio Kutaiski.